# 金惠香
金惠香（김련향，1992年5月4日—），北韓女子高山滑雪運動員，她在2018年平昌冬季奧運會參與曲道和大曲道賽。在大曲道賽中，她因被判犯規而未能完成賽事。而在曲道賽中，她在78名選手中以第54名完成賽事。

## 資料來源
1. 1 2  . IOC. 20 January 2018  [3 February 2018]. （原始内容存档于2018-01-20）.